# Josef Paldus (matematik)
Josef Paldus (25. listopadu 1935 Bzí – 15. ledna 2023 Kitchener, Kanada) byl vysokoškolský pedagog, matematik zabývající se aplikovanou matematikou a chemik v oboru teoretické a kvantové chemie. Jako vědec se věnoval řešení problemiatiky co nejpřesnějšího a nejefektivnějšího způsobu výpočtu vlastností atomů a molekul. Byl emeritním profesorem aplikované matematiky na University of Waterloo v kanadském Ontariu. Patřil mezi čestné členy Královské vědecké společnosti v Kanadě (nositel titulu Fellowship of the Royal Society of Canada).

## Život

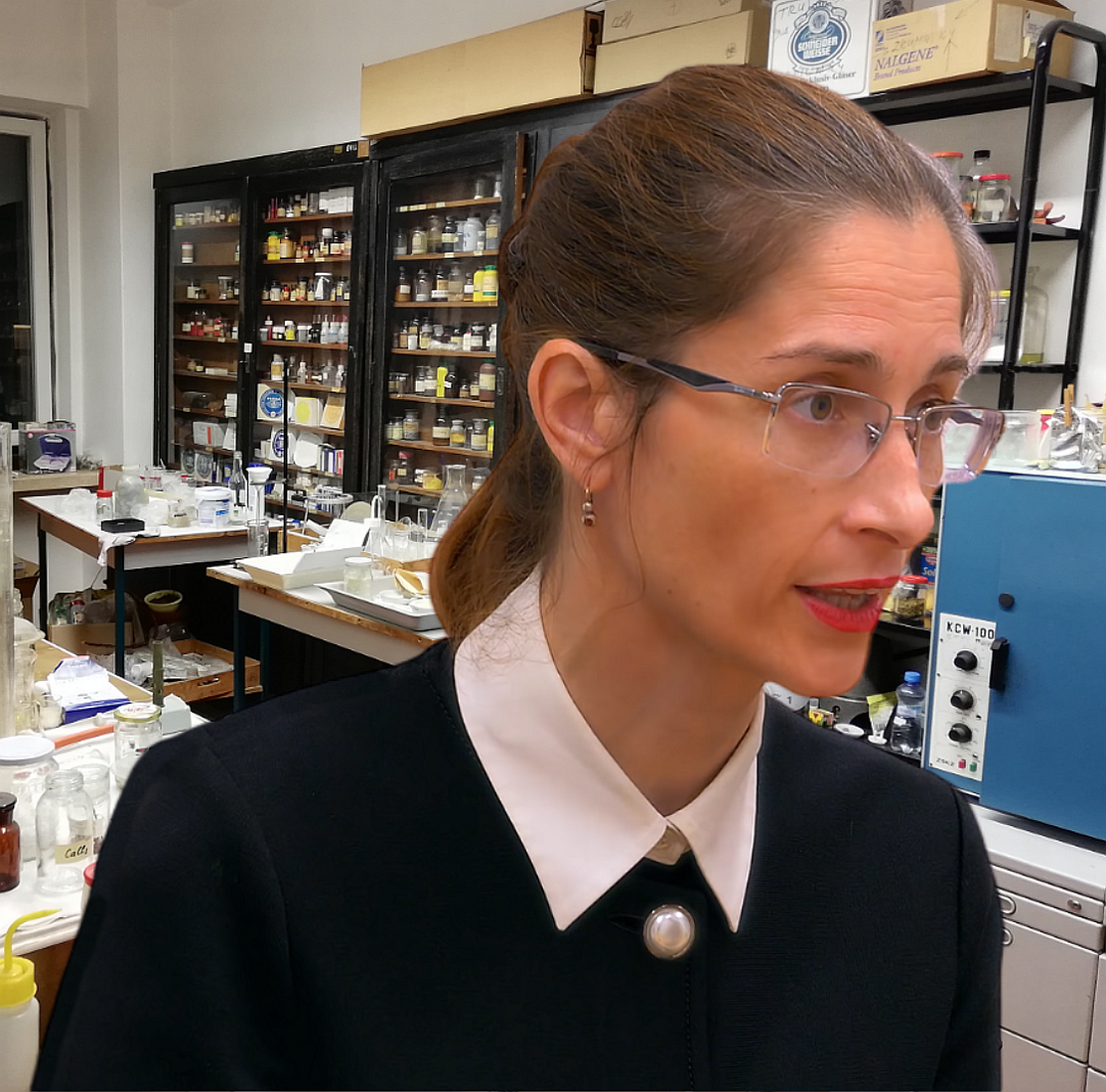
Jeho dcera Barbara Paldus

### Rodinný původ
Josef Paldus se narodil 25. listopadu 1935 v obci Bzí u Železného Brodu v okrese Jablonec nad Nisou. Jeho otcem byl Josef Paldus (1897–1957) a jeho matkou byla Ludmila Paldusová (rozená Daníčková; 1899–1967). Rodiče byli drobní rolníci. Matka Ludmila byla věřící a náboženské přesvědčení předávala výchovou svému synovi. Otec vlastnil velkou knihovnu se svazky psanými v českém a německém jazyce a mladý synek si kromě některých českých encyklopedií s živými ilustracemi oblíbil zejména překlady děl francouzského astronoma, přírodovědce a spisovatele Camilla Flammariona. V domě měl Josef Paldus starší a jeho strýc mechanickou dílnu, která sloužila k opravám a výrobě zemědělského náčiní a občas i k realizaci jednoduchých hraček pro synka Josefa. Otec byl velmi manuálně zručný, byl schopen některých činností z oborů knihařství, truhlářství, zámečnictví, kovářství a v zimních měsících se zabýval i zpracováním skla. V mládí osvojené sklářské a mechanické dovednosti pak synek Josef později zužitkoval ve své laboratorní praxi. Krom výše uvedených schopností byl otec i laickým veterinářem a doufal, že jeho syn v budoucnu vystuduje veterinární lékařství.

### Studia
Po středoškolských studiích na gymnáziu v Semilech absolvoval v Praze Matematicko-fyzikální fakultu Univerzity Karlovy, kde v roce 1958 obhájil diplomovou práci o reakční kinetice aldehydických cukrů a získal titul Mgr. Po promoci byl zaměstnán (od roku 1958) jako vědecký pracovník v Ústavu fysikální chemie Československé akademie věd. Tady byl jedním z prvních, kdo se pod vedením prof. Jaroslava Kouteckého zabýval nově vzniklým oborem – kvantovou chemií.
V letech 1958 až 1961 obhájil v oboru fyzikální chemie svoji kandidátskou disertační práci, jejíž 96stránkový rukopis je uložen v Národní knihovně ČR a nese titul Kvantově chemické studie transanulární interakce. Tak získal Josef Paldus v roce 1961 titul kandidáta věd (CSc.) Ke konci studií v lednu 1961 se Josef Paldus oženil se svojí životní partnerkou Evou Zdenou Bajerovou (provdanou Paldusovou). Eva byla v Praze zubní lékařkou a po emigraci do Kanady byla ženou v domácnosti. Začátkem 70. let 20. století se manželům Paldusovým v Kanadě narodila dcera Barbara Alice Paldusová a v únoru 2009 se rod rozrostl o jejího syna Michaela Palduse-Farmwalda – vnuka Josefa Palduse.
V rámci postdoktorandského grantu pracoval následující dva roky (1962 až 1964) v Kanadě na dnešním Herzberg Institute for Astrophysics. Toto studium probíhalo na Oddělení čisté fyziky Kanadské národní rady pro výzkum v Ottawě (Division of Pure Physics of the National Research Council of Canada in Ottawa) pod vedením Dr. Dona Ramseyho a Dr. Gerharda Herzberga.

### Raná kariéra
Do Československa se vrátil z Kanady v roce 1964 a pokračoval zde ve svém působení na půdě ČSAV. Na kratší dobu ještě dvakrát navštívil v průběhu následujících let výzkumná pracoviště v Kanadě. Vedoucím vědeckým pracovníkem v ČSAV byl jmenován v roce 1965. Následující dva roky vykonával funkci zástupce vedoucího oddělení kvantové chemie v Ústavu fyzikální chemie.

### V emigraci
Po srpnu 1968 se rozhodl trvale usadit v Kanadě.
Po ruské okupaci v roce 1968 jsem odjel do Kanady a stále váhal, jestli se vrátit. Pak nás krajany pozval nový československý velvyslanec na schůzku. Brzy jsme pochopili, kam společenský vývoj míří a většina z nás se rozhodla zůstat.
Josef Paldus, O svém rozhodování o emigraci po 21. srpnu 1968, 
Josef Paldus po emigraci z Československa do Kanady přijal v prosinci 1968 nabídku Katedry aplikované matematiky (Department of Applied Mathematics) na nově vznikající univerzitě Waterloo v kanadském Ontariu (University of Waterloo) a stal se zde hostujícím docentem. O sedm let později (v roce 1975) byl na této univerzitě jmenován řádným profesorem aplikované matematiky i chemie a pokračoval v budování zdejší katedry tak, aby se dostala na světovou úroveň.
V roce 1981 byl zvolen korespondujícím členem Evropské akademie věd, umění a literatury (European Academy of Sciences, Arts and Letters) v Paříži. O dva roky později (v r. 1983) se stal privilegovaným členem Královské společnosti Kanady (Royal Society of Canada). V následujících letech byl zvolen či působil v mnoha prestižních společnostech a organizacích (např. v International Society for Theoretical Chemical Physics).
K projektu kvantové teorie se připojil v roce 1984 a působil jako adjunkt na katedře chemie na Floridské univerzitě (University of Florida) v Gainesville.
V letech 1991 až 1994 vykonával funkci zástupce ředitele Fieldsova ústavu pro výzkum matematických věd (The Fields Institute for Research in Mathematical Sciences) v Torontu v kanadském Ontariu.
Po sametové revoluci v roce 1989 v Československu obdržel v roce 1992 zlatou medaili Ústavu fyzikální chemie J. Heyrovského AV ČR. O dva roky později (v roce 1994) pak zlatou medaili Matematicko-fyzikální fakulty Univerzity Komenského v Bratislavě. V roce 1994 obhájil doktorskou práci na MFF Univerzity Karlovy (a získal titul DrSc.). O další dva roky později (v roce 1996) získal cenu Alexandera von Humboldta.
V roce 2001 odešel do starobního důchodu. Až do své smrti v roce 2023 působil jako emeritní (zasloužilý) profesor ve skupině kvantové teorie na katedře aplikované matematiky na univerzitě ve Waterloo.

### Doktorské tituly
Josef Paldus má několik doktorských titulů:
- V roce 1961 získal doktorát z fyzikální chemie na Československé akademii věd.
- V roce 1995 obhájil titul DrSc. na Univerzitě Karlově v Praze.[3]
- V červnu 2006 obdržel čestný doktorát (Dr.h.c.) na Univerzitě Komenského v Bratislavě.[3]
- V červnu 2008 mu Univerzita Louise Pasteura (Université Louis-Pasteur) ve francouzském Štrasburku udělila čestný titul Docteur Honoris Causa.[3]

### Obory vědecké činnosti
Josef Paldus se zabýval především výzkumem v oblasti kvantové chemie a zejména jejími matematickými aspekty. Známá je jeho spolupráce s chemikem Jiřím Čížkem na teorii spřažených klastrů. Vědci Paldus a Čížek adaptovali metodu mnoha těles spřažených klastrů na mnohoelektronové systémy, čímž z ní učinili životaschopnou metodu při studiu elektronové korelace, která probíhá mezi atomy a v molekulách.
Další známou Paldusovou prací je Unitární skupinový přístup. Tento přístup se týká výpočtu prvků hamiltoniánské (hamiltonovské) matice (Hamiltonian matrix) nad N-elektronovými spinovými vlastními stavy, které se objevují při řešení elektronových korelačních úloh.
Josef Paldus ale nepůsobil během svojí více než 60 let trvající vědecko–pedagogické kariéry jen ve Waterloo, ale i jako hostující profesor, který se angažoval v řadě evropských univerzit a výzkumných institucí (Univerzita ve francouzské Remeši, Univerzita Louise Pasteura ve francouzském Štrasburgu, Freie Universität v Berlíně nebo izraelský Technion v Haifě). Paldus patřil i mezi organizátory mnoha mezinárodních konferencí a letních škol.
Rovněž byl členem představenstva Mezinárodní společnosti pro teoretickou chemickou fyziku (International Society for Theoretical Chemical Physics).
Jeho přínos k rozvoji kvantové chemie v Československu, Kanadě a dalších zemích je nesporný. Během svého působení ve Waterloo zval na studijní návštěvy a všemožně podporoval mnohé české vědce.

### Publikační činnost
Josef Paldus je autorem a spoluautorem více než 330 vědeckých prací a článků z oblasti aplikované matematiky a kvantové chemie. Některé jeho práce na téma teorie unitárních grup byly vybrány do výčtu 150 nejdůležitějších prací v kvantové chemii publikovaných od roku 1928.
Josef Paldus byl čestným členem Učené společnosti ČR a členem několika redakčních rad vědeckých časopisů zabývajících se chemickou fyzikou:
- Mezinárodní časopis pro kvantovou chemii (International Journal of Quantum Chemistry);
- Pokroky v kvantové chemii (Advances in Quantum Chemistry);
- Journal of Chemical Physics;
- Therotica Chimica Acta;
- Journal of Mathematical Chemistry a
- Canadian Journal of Chemistry.[1]

### Další vyznamenání
Mezi další Paldusova vyznamenání patří mimo jiné:
- 1981 – Člen korespondent Evropské akademie věd, umění a literatury (European Academy of Sciences, Arts and Letters), Paříž.
- 1983 – Privilegovaný člen (Fellow) Královské společnosti Kanady (Royal Society of Canada; zkratka RSC).[2][3]
- 1984 – Člen Mezinárodní akademie kvantové molekulární vědy (International Academy of Quantum Molecular Science; zkratka IAQMS ).[2][3]
- 1985 – Člen Akademie věd v New Yorku (New York Academy of Sciences).
- 1990 – Člen představenstva Mezinárodní společnosti pro teoretickou chemickou fyziku.
- 1992 – Zlatá medaile J. Heyrovského ČSAV.
- 1994 – Zlatá medaile Matematicko-fyzikální fakulty Univerzity Komenského, Bratislava, Slovensko.
- 1995 – Čestný člen Učené společnosti České republiky.
- 2002 – Privilegovaný člen (Fellow) Fieldsova ústavu pro výzkum v matematických vědách (Fields Institute for Research in Mathematical Sciences).[p. 3]
- 2005 – Zlatá medaile Univerzity Karlovy (Gold Medal of Charles University).
- 2007 – Čestná medaile De Scientia et Humanitate Optime Meritis (česky asi: O vědě a lidstvu nejlepší zásluhy) Akademie věd České republiky.[10]
- 2009 – V roce 2009 (u příležitosti 20. výročí sametové revoluce) se Josef Paldus stal čestným občanem města Semil.[3] Spolu s ním získali čestná občanství i chemik Dr. Josef Plíva (in memoriam)[p. 4] a geolog a mineralog prof. Zdeněk Johan (1935–2016).[5]
- 1990 – Po roce 1990 získal prestižní cenu Patria v rámci projektu Česká hlava za významné objevy v kvantové chemii.

- 2010 – Čestné stipendium (privilegované členství) Evropské společnosti pro výpočetní metody ve vědách a inženýrství (European Society of Computational Methods in Sciences and Engineering).
- 2013 – Privilegovaný člen (Fellow) Amerického fyzikálního institutu (American Institute of Physics; zkratka AIP).[p. 5]
- 2015 – Cena Neuron za přínos světové vědě v oboru chemie.[3][2]